# Pont de La Guioule-sous-Rodez
Le pont de La Guioule-sous-Rodez est un pont situé à Rodez, dans le département de l'Aveyron, en France.
Le pont fait l'objet d’une protection au titre des monuments historiques.

## Localisation et description
Le pont de La Guioule-sous-Rodez franchit l'Aveyron en contrebas de la ville de Rodez, au cœur du parc de « Layoule ». Il est emprunté par le sentier de grande randonnée GR 62.
Son ensemble est soutenu par quatre piles et se casse en dos d'âne au milieu de la plus grande des arches. À l'amont, chacune des piles est renforcée par un avant-bec dont la plate-forme est aménagée en refuge pour les piétons. Une série de bornes en pierre de protection se succèdent contre le parapet.

## Historique
Cet ancien pont fortifié est construit en 1320 à Rodez, en Rouergue, pour franchir l'Aveyron et relier Millau à Rodez.
Le pont fait l'objet d'une inscription au titre des monuments historiques depuis le 17 juin 1947.

## Galerie

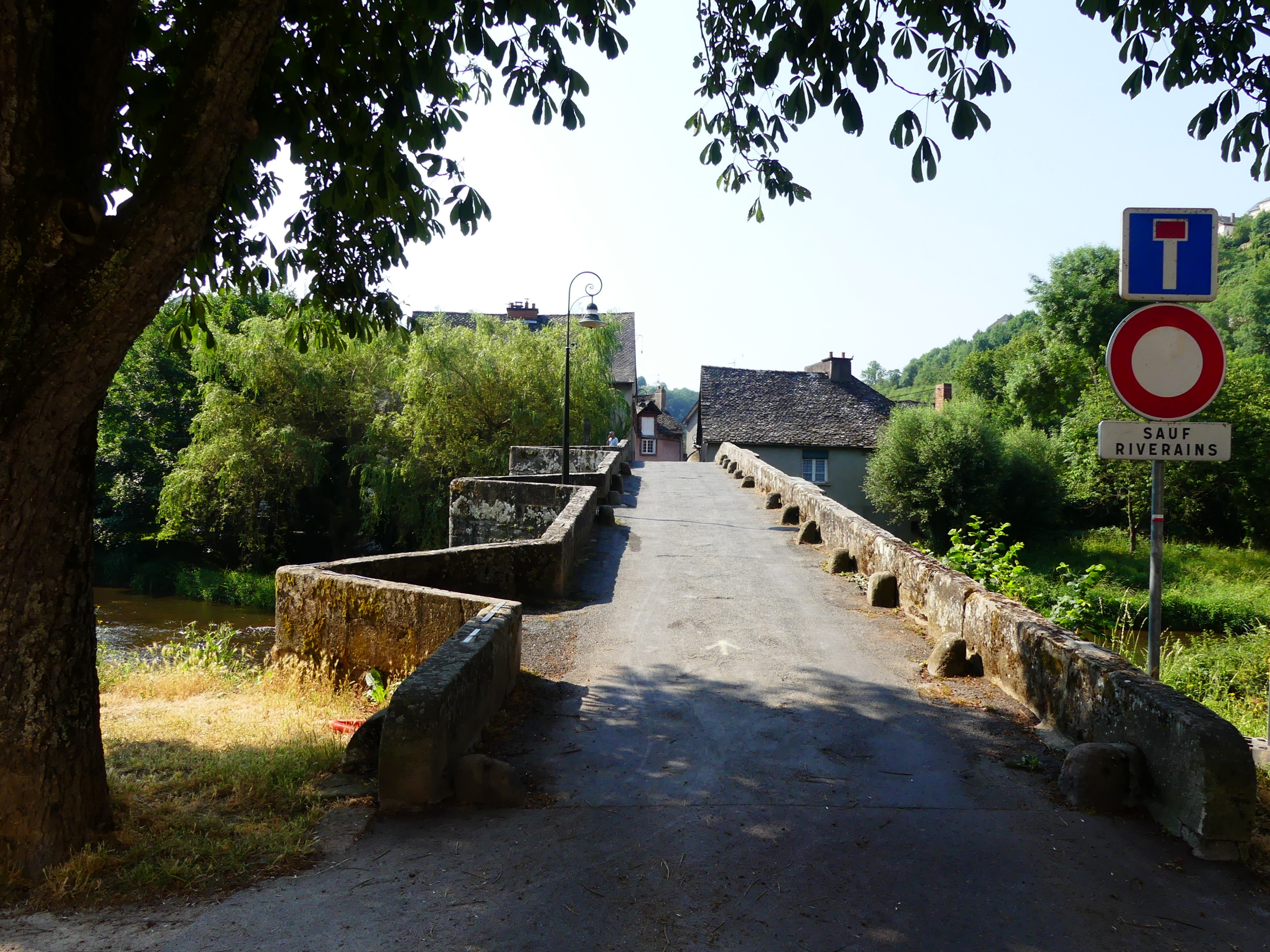
La chaussée sur le pont.
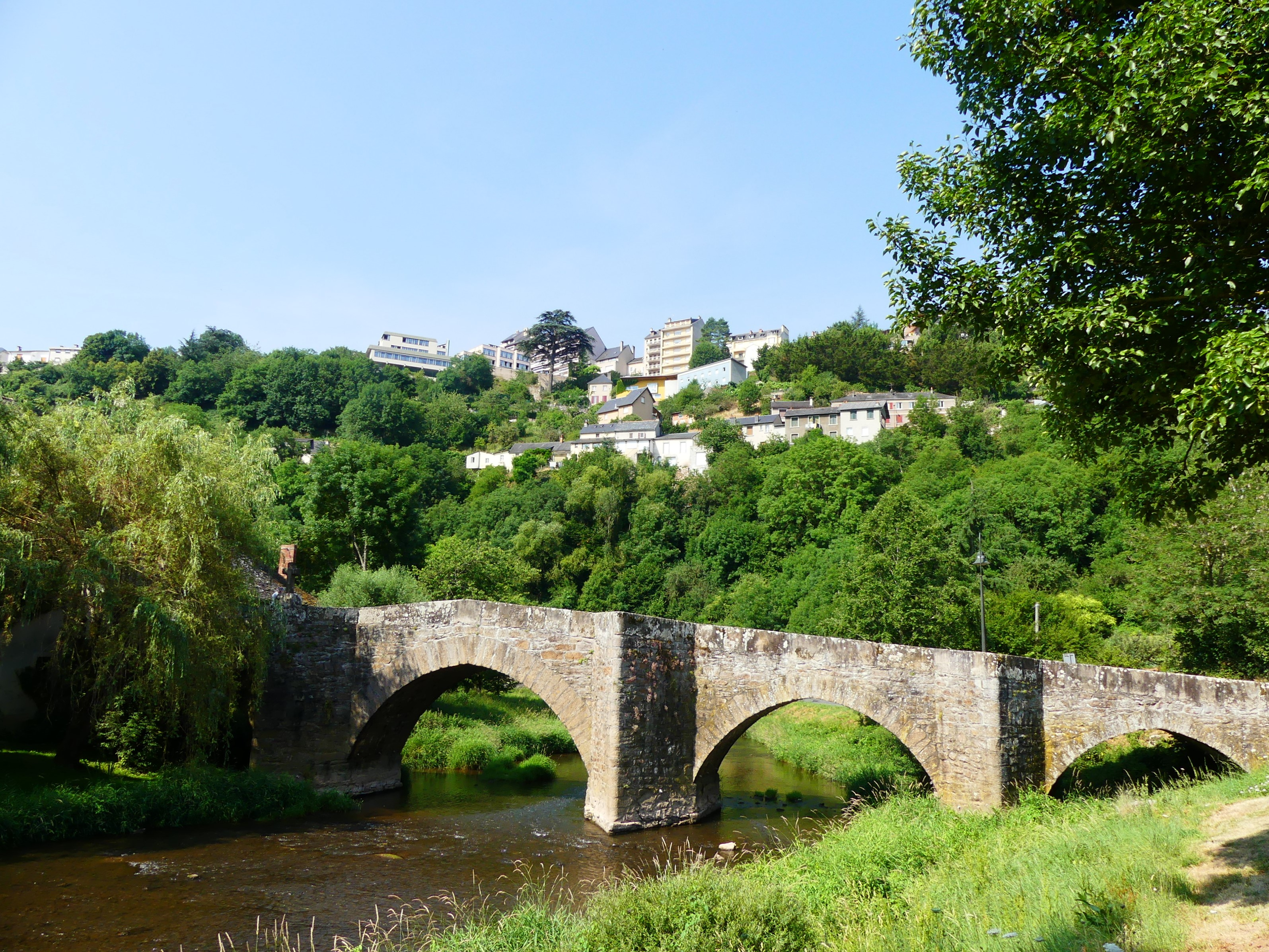
Le pont vu depuis l'amont.
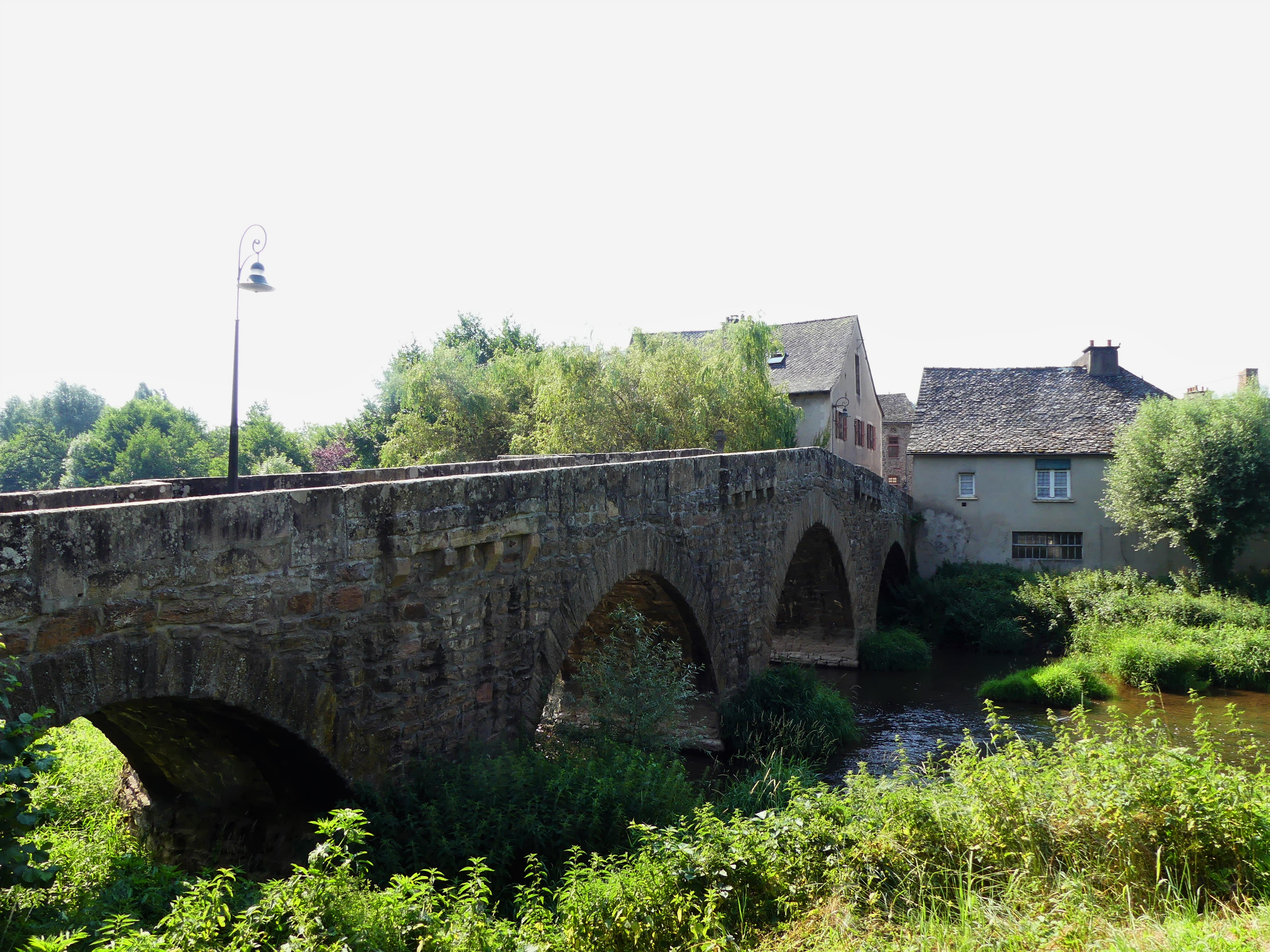
Le pont vu depuis l'aval.